# Haselnussbutter
Haselnussbutter (französisch: Beurre d’aveline)  bezeichnet eine kalte Mischung aus Haselnüssen und Butter. 
Zur Zubereitung von Beurre d’avelines werden frisch geröstete und zerstoßene Haselnüsse mit etwas Wasser zu einem Teig zerrieben, mit Butter vermischt und die Masse durch ein Sieb gestrichen.
Haselnussbutter darf nicht mit Nussbutter verwechselt werden, jene enthält keine Nüsse.